# 布鲁里森林自然保护区
布鲁里森林自然保护区是位于布隆迪西南部（3°56'20N, 29°35'50E）的一个自然保护区。成立于1951年。世界保護區委員會将其评为4类。 
区域面积15.35 km²，由Institute National pour l’ Environment et la Conservation de la nature （INECN）管辖。